# Scotodes luteotessellatus
Scotodes luteotessellatus is een keversoort uit de familie Stenotrachelidae. De wetenschappelijke naam van de soort is voor het eerst geldig gepubliceerd in 1953 door Pic.